# Proiectul Orion

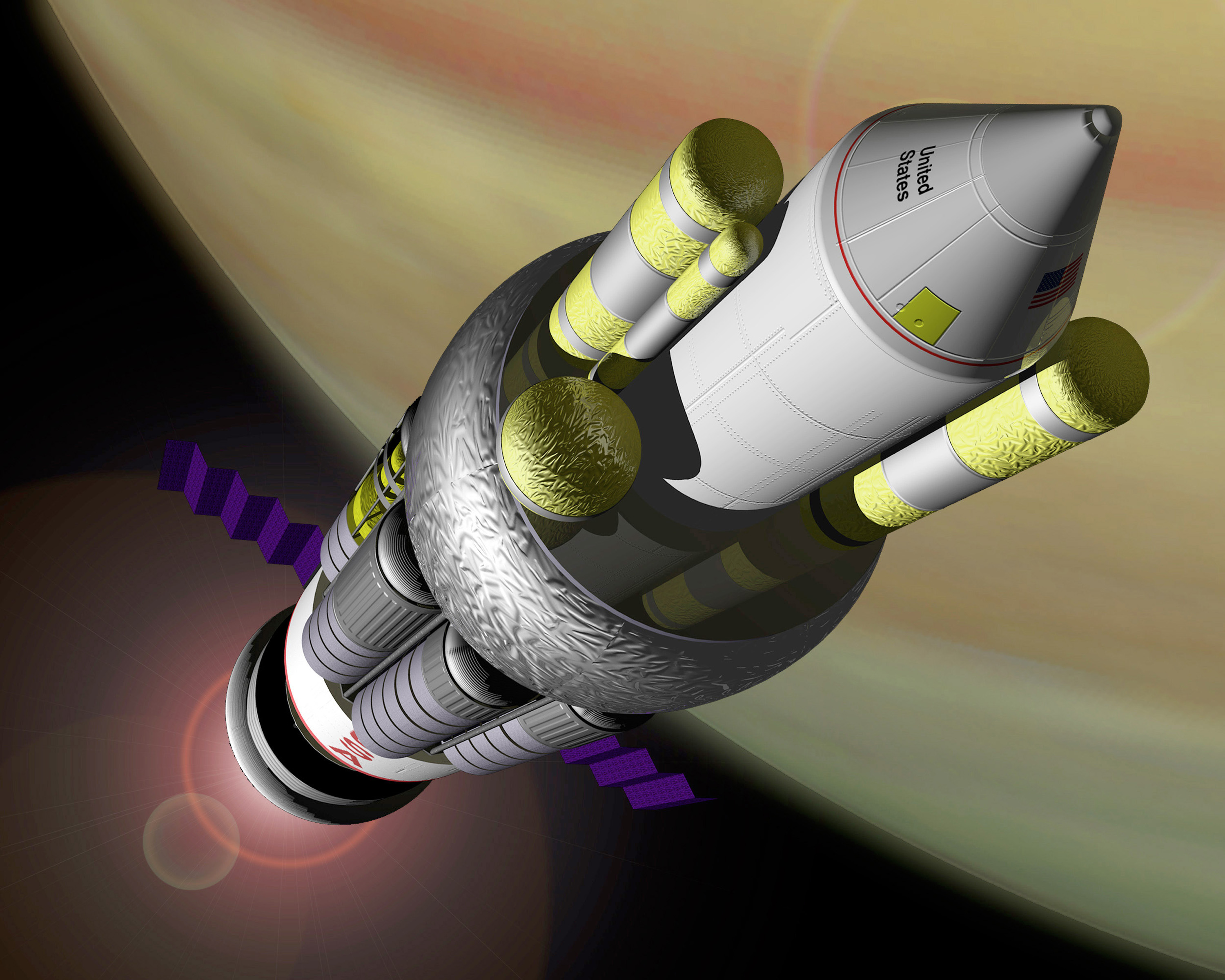
Concepţie artistică a unei nave spaţiale cu propulsie atomică

Proiectul Orion a fost un studiu al unei nave spațiale care urma să fie propulsată direct printr-o serie de explozii de bombe atomice în spatele navei (propulsie prin puls nuclear). Versiunile inițiale ale acestui vehicul au fost propuse pentru lansarea de la sol, cu căderi semnificative de deșeuri nucleare radioactive; în cele din urmă versiunile mai recente au fost elaborate pentru a fi utilizate doar în spațiul cosmic.